# 후겟츠 웨슬리
《후겟츠 웨슬리》(영어: Who Gets the Dog?)은 2016년 공개된 미국의 영화이다.

## 출연

### 주연
- 알리시아 실버스톤 : 올리브 역
- 라이언 콴튼 : 클레이 역
- 랜들 바틴코프 : 글렌 해넌 역

### 조연
- 미셸 스위니 에이브람스
- 에이미 J. 칼 : 웬디 박사 역
- 수지 브랙
- 대니 로디스 : 바르돌로매 역
- 패트릭 젤린스키 : 스쿼터 리더 역